# Dactylocladius calosandalum
Dactylocladius calosandalum är en tvåvingeart som först beskrevs av Jean-Jacques Kieffer 1918.  Dactylocladius calosandalum ingår i släktet Dactylocladius och familjen fjädermyggor. Inga underarter finns listade i Catalogue of Life.